# Сполдинг (Илиноис)
Сполдинг (енгл. Spaulding) град је у америчкој савезној држави Илиноис.

## Демографија
По попису из 2010. године број становника је 873, што је 314 (56,2%) становника више него 2000. године.
| Група             | 2000.       | 2010.       |
| Белци             | 547 (97,9%) | 846 (96,9%) |
| Афроамериканци    | 0 (0,0%)    | 4 (0,5%)    |
| Азијати           | 0 (0,0%)    | 5 (0,6%)    |
| Хиспаноамериканци | 5 (0,9%)    | 11 (1,3%)   |
| Укупно            | 559         | 873         |